# Kostelec u Jihlavy (hrad)
Hrad Kostelec (též Vestenhof) stával nad rybníkem v severní části obce Kostelec u Jihlavy.

## Historie
O historii hradu nemáme mnohem písemných zpráv. Založen byl pravděpodobně někdy ve 13. století. V letech 1360-1366 se po něm píší Oldřich a Mikuláš Hamrové z Kostelce, takže v této době stál. Navíc roku 1364 je jako majitel uváděn Havel z Pacova, následně jej získal Jaroslav ze Šternberka, aby se posléze opět vrátil do vlastnictví Havla. V roce 1464 však již není uváděn, takže zanikl někdy před tímto rokem.

## Poloha
Jedním z prvních, kdo se pokusil určit polohu hradu, byl August Sedláček. Ten jej ve své díle z roku 1885 umístil na ostrožnu nad rybník a na východ od něj a nížeji lokalizoval zbytky tvrze. Zda se v těchto místech skutečně tvrz nacházela, nemůžeme dnes s určitostí potvrdit. Je však možné, že tato lokalizace patří k jedné z mnoha jeho chyb, neboť při budování železnice se podařilo západně od hradu objevit zbytky vodní tvrze. Tato skutečnost se pak promítla do knihy R. Marka, kdy je tvrz uvedena na novém místě.

## Popis
Ještě v 19. století měly být zbytky hradu dobře patrné, do současnosti se však dochovaly pouze skromné zbytky v podobě terénních nerovností. Nejzřetelněji se dochovaly zbytky valu, který nejspíš vytvořila sesunutá hradba, v čele tvrziště. Hrad měřil na délku přibližně 50 metrů a na šířku 30 metrů a od okolí jej pravděpodobně oddělovala dvojice příkopů a val, jejichž zbytky nejsou pro zemědělskou činnost v lokalitě téměř patrné – dochovaly se pouze náznaky na severozápadě. V současné době je místo především v letních měsících téměř nepřístupné.